# Hutatua
Hutatua is een bestuurslaag in het regentschap Tapanuli Utara van de provincie Noord-Sumatra, Indonesië. Hutatua telt 265 inwoners (volkstelling 2010).